# Revolución de Terciopelo en Armenia en 2018
La Revolución armenia fueron una serie de protestas convocados en abril de 2018. Se llevaron a cabo manifestaciones en las que participaron decenas de miles de personas en Armenia, particularmente en la capital, Ereván. El líder de las protestas es el principal opositor del gobierno Nikol Pashinián. Las protestas y las marchas iban contra del tercer mandato consecutivo de Serzh Sargsián como la figura más poderosa del gobierno de la República de Armenia. El 23 de abril renunció el recién reelegido premier armenio.

## Desarrollo
Las manifestaciones y las protestas comenzaron en marzo de 2018, cuando los miembros del Partido Republicano no excluyeron la opción de nominar a Serzh Sargsián para el puesto del primer ministro. Los manifestantes habían prometido bloquear la sede del partido el 14 de abril, donde los líderes se reunirían para nombrar formalmente a Serzh Sargsián como primer ministro. El Partido Republicano celebró su reunión fuera de la capital Ereván y votó por unanimidad nominar formalmente a Serzh Sargsián para el cargo de primer ministro. El socio de la coalición Federación Revolucionaria Armenia (ARF-D) apoyó la decisión del Partido Republicano gobernante.
El lunes 16 de abril, la campaña Toma un paso, rechaza a Serzh comenzó acciones de desobediencia civil. El 17 de abril, el día de la elección del primer ministro, los manifestantes intentaron bloquear las entradas al edificio de la Asamblea Nacional para evitar que se votara. Las líneas de la policía antidisturbios les impidieron avanzar más hacia el edificio de la Asamblea Nacional.
Después de la elección del expresidente Serzh Sargsián como nuevo primer ministro, las protestas continuaron creciendo, a pesar de que cientos de personas fueron detenidas por la policía. En respuesta, el primer ministro le pidió al gobierno que recuperara la mansión presidencial que le había regalado unas semanas antes. Las multitudes llegaron a 50 000 personas en la noche del 21 de abril, con innumerables cierres de calles esporádicos en la capital, que también comenzaron a extenderse por todo el país.
A medida que la muchedumbre crecía, el nuevo primer ministro llamaba repetidamente a las conversaciones con el líder del movimiento de protesta, Nikol Pashinián, aunque Pashinián ha dicho que solo está dispuesto a discutir los términos de la renuncia del primer ministro. Las protestas se reanudaron el 23 de abril, y los medios informaron que miembros anteriores y actuales de las fuerzas armadas armenias, incluidos los participantes del conflicto en Nagorno Karabaj de abril de 2016, se han unido por primera vez a los mítines. Esta información fue confirmada posteriormente por el Ministerio de Defensa armenio.
El líder de las protestas Nikol Pashinián convocó a nuevas protestas el 25 de abril después de que las conversaciones con el Partido Republicano se cancelaron debido a la negativa de Karén Karapetián a aceptar las condiciones previas establecidas por Pashinián. Anteriormente, Pashinián afirmó que el Partido Republicano no tiene derecho a ostentar el poder en Armenia, y que el "candidato del pueblo" debería ser nombrado primer ministro antes de celebrar elecciones anticipadas. Agregó que el movimiento de protesta debería nominar a este primer ministro de transición, un puesto que el gobierno actual rechaza porque violaría la ley. Los manifestantes tomaron las calles para bloquear el camino al aeropuerto internacional de Ereván y la carretera que conduce a la frontera con Georgia.  Mientras tanto, tanto el próspero partido de Armenia como la Federación Revolucionaria Armenia han declarado su apoyo al movimiento de Pashinián, y este último se está retirando de la coalición gobernante. Pashiniyan ha prometido continuar las protestas hasta que sea nombrado primer ministro.
El Parlamento celebró elecciones para un nuevo Primer Ministro, con Pashinían, el líder de la oposición, como único candidato, ya que más de 100.000 personas vieron la sesión de 9 horas en vivo en la Plaza de la República. Sin embargo, el partido mayoritario bloqueó su nominación al votar contra él con una excepción. Después de las elecciones, cantantes armenios prominentes como Iveta Mukuchyán y Sona Shahgeldyán se presentaron ante la multitud e hicieron discursos inspiradores. Pashinián caminó hacia la Plaza de la República y le dijo a la multitud que se pusiera en huelga al día siguiente y bloqueara todo el transporte desde las 8:15 de la mañana hasta las 5 de la tarde, y luego se reunió para otra manifestación en la Plaza de la República. La nación se detuvo cuando innumerables calles y autopistas fueron bloqueadas pacíficamente en toda la nación, y muchos trabajadores y empresas se declararon en huelga. El principal camino de acceso al aeropuerto fue cortado, con algunos trabajadores en huelga, e incluso los cruces de tierra fueron bloqueados. 150.000 personas se reunieron en la Plaza de la República para escuchar a Pashinián hablar, y se les dijo que se le había informado que debido a la huelga, el partido gobernante había decidido apoyar su candidatura en la próxima ronda de votación el 8 de mayo.